# جيرارد كلارك
جيرارد كلارك (بالإنجليزية: Gerard Clarke)‏ (31 ديسمبر 1966 بملبورن في أستراليا - ) هو لاعب كريكت أسترالي. لعب مع فريق فكتوريا للكريكت.

## وصلات خارجية
- جيرارد كلارك على موقع إي آس بي آن كريك إنفو (الإنجليزية)